# Mohamed Al-Romaihi
Mohamed Saad Marzooq Al-Romaihi (arab. محمد سعد الرميحي; ur. 9 września 1990) – bahrajński piłkarz grający na pozycji napastnika. Od 2016 jest zawodnikiem klubu Riffa SC.

## Kariera piłkarska
Swoją karierę piłkarską Al-Romaihi rozpoczął w klubie Bahrain SC, w którym w 2007 roku zadebiutował w pierwszej lidze bahrajńskiej. W sezonie 2014/2015 grał w East Riffa Club, a w sezonie 2015/2016 w Hidd SCC, z którym wywalczył mistrzostwo Bahrajnu. W 2016 przeszedł do Riffa SC. W sezonie 2016/2017 został z nim wicemistrzem kraju.

## Kariera reprezentacyjna
W reprezentacji Bahrajnu Al-Romaihi zadebiutował 19 września 2010 w przegranym 0:2 towarzyskim meczu z Jordanią. W 2019 roku został powołany do kadry na Puchar Azji.